# De resandes träd
De resandes träd (Ravenala madagascariensis) är en art i familjen papegojblomsväxter och den enda arten i släktet. Det är en trädlik ört som kan bli upp till 15 meter hög och blommar mellan januari och mars. Dess massiva blomställning framträder mellan bladskaften. Blommorna sitter i ett sicksackformat knippe och pollineras av fåglar. Trädets märg är ätbar. 
Den härstammar ursprungligen från Madagaskar men odlas numera i många tropiska och subtropiska områden. Namnet kommer av att vatten samlas upp i bladbaserna som kan användas av vandrare som behöver släcka sin törst.
Hos unga exemplar bildas bladen direkt från rötterna. Senare uppkommer en struktur som liknar en stam som kan vara 8 till 10 meter hög. Bladen är 2 till 2,5 meter långa. Äldre blad blir bruna och de avlägsnas av vinden. Blommornas färg är vit.
Förökningen sker genom frön eller förgreningar nära roten. I Madagaskar blommar arten vid slutet av regntiden. Även trädets frön är lämplig som mat. Bladen används för förpackningar samt för hustak.

## Övrigt
- Wikimedia Commons har media som rör De resandes träd.